# Hauenstein (Pfalz)
Hauenstein település Németországban, Rajna-vidék-Pfalz tartományban. Lakosainak száma 3969 fő (2023. december 31.).

## Népesség
A település népességének változása:
| Lakosok száma | 4492 | 3961 | 3992 | 3990 | 3969 | 3969 |
|               | 1975 | 2017 | 2019 | 2021 | 2022 | 2023 |